# Obiekty z listy światowego dziedzictwa UNESCO w Ameryce Północnej i Środkowej
Poniżej przedstawiono obiekty z listy światowego dziedzictwa UNESCO, położone w Ameryce Północnej i Środkowej. Listę uporządkowano w kolejności alfabetycznej według państw.
Oznaczenia na liście: P – kryterium przyrodnicze, K – kryterium kulturowe.

## Antigua i Barbuda(1)
| Zdjęcie | Nazwa                                                    | Typ | Data wpisu |
| ------- | -------------------------------------------------------- | --- | ---------- |
|         | Port morski Antigui i związane stanowiska archeologiczne | K   | 2016       |

## Barbados(1)
| Zdjęcie | Nazwa                                             | Typ | Data wpisu |
| ------- | ------------------------------------------------- | --- | ---------- |
|         | Historyczne miasto Bridgetown i pobliski garnizon | K   | 2011       |

## Belize(1)
| Zdjęcie | Nazwa                          | Typ | Data wpisu |
| ------- | ------------------------------ | --- | ---------- |
|         | Rezerwat rafy koralowej Belize | P   | 1996       |

## Bermudy(kolonia brytyjska)
Zobacz: Wielka Brytania

## Curaçao(holenderskie terytorium zależne)
Zobacz: Holandia

## Dominika(1)
| Zdjęcie | Nazwa                            | Typ | Data wpisu |
| ------- | -------------------------------- | --- | ---------- |
|         | Park Narodowy Morne Trois Pitons | P   | 1997       |

## Dominikana(1)
| Zdjęcie | Nazwa                                | Typ | Data wpisu |
| ------- | ------------------------------------ | --- | ---------- |
|         | Dzielnica kolonialna w Santo Domingo | K   | 1990       |

## Grenlandia(terytorium zależne Danii)
Zobacz: Dania

## Gwatemala(4)
| Zdjęcie | Nazwa                                     | Typ | Data wpisu |
| ------- | ----------------------------------------- | --- | ---------- |
|         | Park Narodowy Tikal                       | K P | 1979       |
|         | Antigua Guatemala                         | K   | 1979       |
|         | Park archeologiczny i ruiny Quiriguá      | K   | 1981       |
|         | Narodowy Park Archeologiczny Takalik Abaj | K   | 2023       |

## Haiti(1)
| Zdjęcie | Nazwa                                                     | Typ | Data wpisu |
| ------- | --------------------------------------------------------- | --- | ---------- |
|         | Narodowy Park Historyczny – Cytadela, Sans-Souci, Ramiers | K   | 1982       |

## Honduras(2)
| Zdjęcie | Nazwa                                     | Typ  | Data wpisu |
| ------- | ----------------------------------------- | ---- | ---------- |
|         | Ruiny budowli Majów w Copán               | K, P | 1980       |
|         | Rezerwat biosfery Río Plátano (zagrożone) | P    | 1982       |

## Jamajka(2)
| Zdjęcie | Nazwa                                             | Typ  | Data wpisu |
| ------- | ------------------------------------------------- | ---- | ---------- |
|         | Góry Błękitne i Góry John Crow                    | K, P | 2015       |
|         | Kompleks archeologiczny XVII-wiecznego Port Royal | K    | 2025       |

## Kanada(22)
| Zdjęcie | Nazwa | Typ | Data wpisu     |
| ------- | --- | --- | -------------- |
|         | Narodowy Park Historyczny L’Anse aux Meadows – pozostałości wioski wikingów                                                                                            | K   | 1978           |
|         | Park Narodowy Nahanni | P   | 1978           |
|         | Prowincjalny Park Dinozaurów | P   | 1979           |
|         | Parki Narodowe: Kluane, Wrangla-Świętego Eliasza, Zatoki Lodowcowej (Glacier Bay) oraz Park Tatshenshini-Alsek (wraz ze Stanami Zjednoczonymi)                         | P   | 1979 1992 1994 |
|         | Park Narodowy Gwaii Haanas na SGang Gwaay (Anthony Island) | K   | 1981           |
|         | „Urwisko Bizonów” (ang. Head-Smashed-In Buffalo Jump) | K   | 1981           |
|         | Park Narodowy Bizona Leśnego, największe siedlisko bizonów w Ameryce Pn.                                                                                               | P   | 1983           |
|         | Parki kanadyjskich Gór Skalistych (w szczególności parki narodowe: Banff, Jasper, Kootenay i Yoho oraz parki prowincjonalne: Mount Robson, Mount Assiniboine i Hamber) | P   | 1984 1990      |
|         | Zabytkowa dzielnica Québecu | K   | 1985           |
|         | Park Narodowy Gros Morne | P   | 1987           |
|         | Zespół zabytkowy w Lunenburgu | K   | 1995           |
|         | Międzynarodowy Park Pokoju Waterton-Glacier (wraz ze Stanami Zjednoczonymi)                                                                                            | P   | 1995           |
|         | Park Miguasha ze skamieniałościami ryb z okresu Dewonu | P   | 1999           |
|         | Kanał Rideau | K   | 2007           |
|         | Klify w Joggins w Nowej Szkocji | P   | 2008           |
|         | Krajobraz kulturowy Grand-Pré | K   | 2012           |
|         | Baskijska stacja wielorybnicza w Red Bay | K   | 2013           |
|         | Mistaken Point | P   | 2016           |
|         | Pimachiowin Aki | K,P | 2018           |
|         | Writing-On-Stone / Áísínai’pi | K   | 2019           |
|         | Anticosti | P   | 2023           |
|         | Tr’ondëk-Klondike | K   | 2023           |

## Kostaryka(4)
| Zdjęcie | Nazwa                                                                                 | Typ | Data wpisu |
| ------- | ------------------------------------------------------------------------------------- | --- | ---------- |
|         | Rezerwat górski Talamanca-La Amistad/Międzynarodowy Park La Amistad wspólnie z Panamą | P   | 1983 1990  |
|         | Park Narodowy na Wyspie Kokosowej                                                     | P   | 1997 2002  |
|         | Park Narodowy Guanacaste                                                              | P   | 1999 2004  |
|         | Prekolumbijskie osady wodzowskie z kamiennymi kulami ludu Dequis                      | K   | 2014       |

## Kuba(9)
| Zdjęcie | Nazwa                                                                            | Typ | Data wpisu |
| ------- | -------------------------------------------------------------------------------- | --- | ---------- |
|         | Zespół zabytkowy w Hawanie i jego system fortyfikacji                            | K   | 1982       |
|         | Trynidad i Valle de los Ingenios                                                 | K   | 1988       |
|         | Castillo de San Pedro de la Roca w Santiago de Cuba                              | K   | 1997       |
|         | Park Narodowy Desembarco del Granma                                              | P   | 1999       |
|         | Valle de Viñales                                                                 | K   | 1999       |
|         | Krajobraz archeologiczny pierwszych plantacji kawy na południowym wschodzie Kuby | K   | 2000       |
|         | Park Narodowy Alejandro de Humboldt                                              | P   | 2001       |
|         | Zabytkowe centrum Cienfuegos                                                     | K   | 2005       |
|         | Zabytkowe centrum Camagüey                                                       | K   | 2008       |

## Martynika(departament zamorski Francji)
Zobacz: Francja

## Meksyk(36)
| Zdjęcie | Nazwa                                                                       | Typ | Data wpisu |
| ------- | --------------------------------------------------------------------------- | --- | ---------- |
|         | Rezerwat biosfery Sian Ka’an                                                | P   | 1987       |
|         | Miasto prekolumbijskie i Park Narodowy Palenque                             | K   | 1987       |
|         | Meksyk – zespół zabytkowy i Xochimilco                                      | K   | 1987       |
|         | Miasto prekolumbijskie Teotihuacán                                          | K   | 1987       |
|         | Zespół zabytkowy w Oaxaca i strefa archeologiczna w Monte Albán             | K   | 1987       |
|         | Zespół zabytkowy w Puebla                                                   | K   | 1987       |
|         | Zespół zabytkowy i kopalnia srebra w Guanajuato                             | K   | 1988       |
|         | Miasto prekolumbijskie Chichén Itzá                                         | K   | 1988       |
|         | Zespół zabytkowy w Morelii                                                  | K   | 1991       |
|         | Miasto prekolumbijskie El Tajin                                             | K   | 1992       |
|         | Rezerwat pływaczy szarych „El Vizcaino”                                     | P   | 1992       |
|         | Zespół zabytkowy w Zacatecas                                                | K   | 1993       |
|         | Malowidła naskalne w Sierra de San Francisco                                | K   | 1993       |
|         | Pierwsze XVI-wieczne klasztory na zboczach wulkanu Popocatépetl             | K   | 1994, 2021 |
|         | Uxmal – miasto prekolumbijskie                                              | K   | 1996       |
|         | Dzielnice zabytkowe w Santiago de Querétaro                                 | K   | 1996       |
|         | Hospicio Cabañas w Guadalajarze                                             | K   | 1997       |
|         | Strefa archeologiczna Paquimé w Casas Grandes                               | K   | 1998       |
|         | Zespół zabytkowy w Tlacotalpan                                              | K   | 1998       |
|         | Zabytkowe miasto warowne Campeche                                           | K   | 1999       |
|         | Obszar zabytków archeologicznych Xochicalco                                 | K   | 1999       |
|         | Starożytne miasto Majów i chronione lasy tropikalne Calakmul w Campeche     | K,P | 2002, 2014 |
|         | Misje franciszkańskie Sierra Gorda w Querétaro                              | K   | 2003       |
|         | Dom i pracownia architekta Luisa Barragána w Meksyku                        | K   | 2004       |
|         | Wyspy i obszary chronione Zatoki Kalifornijskiej                            | P   | 2005       |
|         | Uprawy agawy oraz zabytkowe zakłady przetwórcze w regionie Tequili          | K   | 2006       |
|         | Kampus uniwersytecki przy Universidad Nacional Autónoma de México w Meksyku | K   | 2007       |
|         | Rezerwat biosfery Mariposa Monarca                                          | P   | 2008       |
|         | Warowne miasto San Miguel i Sanktuarium Jezusa z Nazaretu w Atotonilco      | K   | 2008       |
|         | Camino Real de Tierra Adentro                                               | K   | 2010       |
|         | Prehistoryczne jaskinie Yagulu i Mitli w Dolinie Centralnej stanu Oaxaca    | K   | 2010       |
|         | Rezerwat Biosfery El Pinacate i Gran Desierto de Altar                      | P   | 2013       |
|         | System hydrauliczny Acueducto del Padre Tembleque                           | K   | 2015       |
|         | Archipelag Revillagigedo                                                    | P   | 2016       |
|         | Dolina Tehuacán-Cuicatlán: pierwotne osadnictwo mezoamerykańskie            | K,P | 2018       |
|         | Szlak Wixárika przez święte miejsca do Wirikuty (Tatehuarí Huajuyé)         | K   | 2025       |

## Nikaragua(2)
| Zdjęcie | Nazwa            | Typ | Data wpisu |
| ------- | ---------------- | --- | ---------- |
|         | Ruiny León Viejo | K   | 2000       |
|         | Katedra w León   | K   | 2011       |

## Panama(6)
| Zdjęcie | Nazwa                                                                                    | Typ | Data wpisu |
| ------- | ---------------------------------------------------------------------------------------- | --- | ---------- |
|         | Fortyfikacje wybrzeża karaibskiego Panamy: Portobelo-San Lorenzo (zagrożone)             | K   | 1980       |
|         | Park Narodowy Darién                                                                     | K   | 1981       |
|         | Rezerwat górski Talamanca-La Amistad/Międzynarodowy Park La Amistad wspólnie z Kostaryką | P   | 1983 1990  |
|         | Zespół archeologiczny Panamá Viejo oraz zabytkowa dzielnica Panamy                       | K   | 1997, 2003 |
|         | Park Narodowy Coiba i specjalna strefa ochronna morska                                   | P   | 2005       |
|         | Kolonialny szlak przez Przesmyk Panamski                                                 | K   | 2025       |

## Saint Kitts i Nevis(1)
| Zdjęcie | Nazwa                                 | Typ | Data wpisu |
| ------- | ------------------------------------- | --- | ---------- |
|         | Park Narodowy Brimstone Hill Fortress | K   | 1999       |

## Saint Lucia(1)
| Zdjęcie | Nazwa                              | Typ | Data wpisu |
| ------- | ---------------------------------- | --- | ---------- |
|         | Region wzgórz wulkanicznych Pitons | P   | 2004       |

## Salwador(1)
| Zdjęcie | Nazwa                                   | Typ | Data wpisu |
| ------- | --------------------------------------- | --- | ---------- |
|         | Stanowisko archeologiczne Joya de Cerén | K   | 1993       |

## Stany Zjednoczone(26)
| Zdjęcie | Nazwa | Typ | Data wpisu     |
| ------- | --- | --- | -------------- |
|         | Osady Indian na płaskowyżu Mesa Verde                                                                                            | K   | 1978           |
|         | Park Narodowy Yellowstone | P   | 1978           |
|         | Park Narodowy Wielkiego Kanionu                                                                                                  | P   | 1979           |
|         | Park Narodowy Everglades (zagrożone)                                                                                             | P   | 1979           |
|         | Independence Hall w Filadelfii – miejsce podpisania Deklaracji Niepodległości                                                    | K   | 1979           |
|         | Parki Narodowe: Kluane, Wrangla-Świętego Eliasza, Zatoki Lodowcowej (Glacier Bay) oraz Park Tatshenshini-Alsek wspólnie z Kanadą | P   | 1979 1992 1994 |
|         | Park Narodowy Redwood | P   | 1980           |
|         | Park Narodowy Jaskini Mamuciej                                                                                                   | P   | 1981           |
|         | Park Narodowy Olympic | P   | 1981           |
|         | Historyczny obszar stanowy Cahokia Mounds                                                                                        | K   | 1982           |
|         | Park Narodowy Great Smoky Mountains                                                                                              | P   | 1983           |
|         | La Fortaleza i obiekty zabytkowe zatoki San Juan (Portoryko)                                                                     | K   | 1983           |
|         | Statua Wolności | K   | 1984           |
|         | Park Narodowy Yosemite | P   | 1984           |
|         | Historyczny Park Narodowy Kultury Chaco                                                                                          | K   | 1987           |
|         | Monticello i Uniwersytet Wirginii w Charlottesville                                                                              | K   | 1987           |
|         | Park Narodowy Wulkany Hawaiʻi | P   | 1987           |
|         | Taos Pueblo | K   | 1992           |
|         | Park Narodowy Carlsbad Caverns                                                                                                   | P   | 1995           |
|         | Międzynarodowy Park Pokoju Waterton-Glacier wspólnie z Kanadą                                                                    | P   | 1995           |
|         | Papahānaumokuākea Marine National Monument                                                                                       | K,P | 2010           |
|         | Monumentalne budowle ziemne Poverty Point                                                                                        | K   | 2014           |
|         | Misje San Antonio | K   | 2015           |
|         | XX-wieczna architektura Franka Lloyda Wrighta                                                                                    | K   | 2019           |
|         | Ceremonialne budowle ziemne kultury Hopewell                                                                                     | K   | 2023           |
|         | Osady braci morawskich – wpis transgraniczny wraz z Danią, Niemcami i Wielką Brytanią                                            | K   | 2024           |